# Ocypodidae
Los ocipódidos (Ocypodidae) son una familia de crustáceos decápodos que incluye al género Ocypode y Uca (por ejemplo, Uca pugnax), entre otros géneros de cangrejos.

## Subfamilias y géneros
- Dotillinae
  - Dotilla
  - Dotilloplax
  - Dotillopsis
  - Ilyoplax
  - Potamocypoda
  - Pseudogelasimus
  - Scopimera
  - Shenius
  - Tmethypocoelis
- Heloeciinae
  - Heloecius
- Macrophthalminae
  - Australoplax
  - Enigmaplax
  - Macrophthalmus
- Ocypodinae
  - Ocypode
  - Uca
  - Ucides

- Datos: Q1029196
- Multimedia: Ocypodidae / Q1029196
- Especies: Ocypodidae